# Jacques Goimard
Œuvres principales
- Critique de la science-fiction
- Critique du fantastique et de l'insolite
- Critique du merveilleux et de la fantasy
- Critique des genres

Jacques Goimard, né le 31 mai 1934 à La Couronne (Charente) et mort le 25 octobre 2012 à Pantin, est un anthologiste de science-fiction et de fantastique français. Il est aussi essayiste et directeur de collection.

## Biographie
Normalien (promotion lettres 1955), agrégé d'histoire et géographie, il enseigna au lycée Henri-IV et au lycée de Meaux, avant d'enseigner l'histoire du cinéma et de diriger un séminaire sur les littératures marginales dans les universités de Paris I et de Paris VII. 
Il a écrit des nouvelles de science-fiction et de fantasy.
Il a publié plusieurs essais et surtout plus de 250 articles, disséminés dans plusieurs périodiques. Il a entre autres collaboré à des magazines de cinéma comme Positif, à Fiction, au journal Le Monde, à l’Encyclopædia Universalis et à Métal hurlant, où il tenait la rubrique La Nuit du Goimard. 
Il a participé à d'importantes anthologies, telles que La Grande Anthologie de la science-fiction avec Gérard Klein et Demètre Ioakimidis (à partir de 1974) et La Grande Anthologie du fantastique avec Roland Stragliati (1977-1982). De 1978 à 1982, il a dirigé une publication annuelle, L'Année de la science-fiction et du fantastique. Il a également participé à l'émission de télévision Les Enfants du rock (1982) puis à un spécial vampires de Sex Machine (1984).
Directeur de collection aux éditions Pocket, il a fait paraître 800 ouvrages de science-fiction et de fantasy. Il s'est attaché à promouvoir la traduction des cycles.
Il était membre du Club des ronchons fondé en 1986 par l'écrivain Alain Paucard, et dont le Président d'honneur était l'académicien Jean Dutourd.
Son nom est à l'origine d'un terme  d'argot normalien.

## Œuvres
Liste non exhaustive

### Nouvelles
- Qu'est-ce qui se passe après la mort ?, 1959, in Le Grandiose Avenir, Seghers, Constellations, 1975.
- L'Homme sans chronomètre, 1963, in Fiction, no 111, Opta, 1963.
- Trip (1975).
- Les Vingt-quatre Heures du temps, 1978, in Fiction, no 288, Opta.

### Essais, études, guides
- L'Encyclopédie de poche de la S-F : guide de lecture, en collaboration avec Claude Aziza, 1986, Presses-Pocket/Pocket, no 5237.
- L'Encyclopédie de poche de la S-F : Livret pédagogique, en collaboration avec Claude Aziza, 1988, Presses-Pocket/Pocket, no 5254.
- La Reine de jaune vêtue, 1990, in Asimov présente : Futurs en délire, Presses-Pocket/Pocket, no 5371.
- Génération science-fiction, 1998, in Les Univers de la science-fiction, Galaxie, Hors série, no 1.
- Critique de la science-fiction, 2002, Pocket, Agora.
- Critique du fantastique et de l'insolite, 2003, Pocket, Agora.
- Critique du merveilleux et de la fantasy, 2003, Pocket, Agora.
- Critique des genres, 2004, Pocket, Agora.

### Anthologies
- Histoires de fins du monde, 1974, Le Livre de poche, coll. La grande anthologie de la SF, no 3767.
- Histoires de pouvoirs, 1975, Livre de Poche, coll. La grande anthologie de la SF, no 3770.
- Histoires de voyages dans le temps, 1975, Livre de Poche, coll. La grande anthologie de la SF, no 3772.
- Histoires à rebours, 1976, Livre de Poche, coll. La grande anthologie de la SF, no 3773.
- Ce qui vient des profondeurs, en collaboration avec Gérard Klein, 1977, Seghers, Constellations.
- Histoires d'aberrations, en collaboration avec Roland Stragliati, 1977, Pocket, coll. La grande anthologie du fantastique, no 1466.
- Histoires d'occultisme et de sorcellerie, en collaboration avec Roland Stragliati, 1977, coll. La grande anthologie du fantastique, Presses de la Cité, coll. Omnibus.
- Histoires d'occultisme, en collaboration avec Roland Stragliati, 1977, Pocket, coll. La grande anthologie du fantastique, no 1461.
- Histoires de doubles, en collaboration avec Roland Stragliati, 1977, Pocket, coll. La grande anthologie du fantastique, no 1465.
- Histoires de fantômes, en collaboration avec Roland Stragliati, 1977, Pocket, coll. La grande anthologie du fantastique, no 1463.
- Histoires de monstres, en collaboration avec Roland Stragliati, 1977, Pocket, coll. La grande anthologie du fantastique, no 1462.
- Histoires de morts-vivants, en collaboration avec Roland Stragliati, 1977, Pocket, coll. La grande anthologie du fantastique, no 1460.
- Histoires démoniaques, en collaboration avec Roland Stragliati, 1977, Pocket, coll. La grande anthologie du fantastique, no 1464.
- L'Année 1977-1978 de la science-fiction et du fantastique, 1978, Julliard, coll. L'Année de la SF.
- Histoires de cauchemars, en collaboration avec Roland Stragliati, 1978, Pocket, coll. La grande anthologie du fantastique, no 1467.
- Le Livre d'or de la science-fiction : Ursula Le Guin, 1978 Presse Pocket coll. Le Livre d'or de la science-fiction, no 5012
- Le Livre d'or de la science-fiction : Theodore Sturgeon, 1978 Presse Pocket coll. Le Livre d'or de la science-fiction, no 5013
- Le Livre d'or de la science-fiction : Frank Herbert, 1978 Presse Pocket coll. Le Livre d'or de la science-fiction, no 5018
- Le Livre d'or de la science-fiction : Norman Spinrad, 1978 Presse Pocket coll. Le Livre d'or de la science-fiction, no 5030
- L'Année 1978-1979 de la science-fiction et du fantastique, 1979, Julliard, coll. L'Année de la SF.
- Le Livre d'or de la science-fiction : Robert Silverberg, 1979 Presse Pocket coll. Le Livre d'or de la science-fiction, no 5032
- Le Livre d'or de la science-fiction : Le Manoir des roses (L'Épopée fantastique - 1), 1979 Presse Pocket coll. Le Livre d'or de la science-fiction, no 5035
- Le Livre d'or de la science-fiction : John Brunner, 1979 Presse Pocket coll. Le Livre d'or de la science-fiction, no 5049
- Le Livre d'or de la science-fiction : Philip K. Dick, 1979 Presse Pocket coll. Le Livre d'or de la science-fiction, no 5051
- Le Livre d'or de la science-fiction : La Citadelle écarlate (L'Épopée fantastique - 2), 1979 Presse Pocket coll. Le Livre d'or de la science-fiction, no 5055
- Le Livre d'or de la science-fiction : Gérard Klein, 1979 Presse Pocket coll. Le Livre d'or de la science-fiction, no 5056
- Le Livre d'or de la science-fiction : Encore des femmes et des merveilles, 1979 Presse Pocket coll. Le Livre d'or de la science-fiction, no 5058
- L'Année 1979-1980 de la science-fiction et du fantastique, 1980, Julliard, coll. L'Année de la SF.
- Le Livre d'or de la science-fiction : Catherine Moore & Henry Kuttner, 1980 Presse Pocket coll. Le Livre d'or de la science-fiction, no 5061
- Le Livre d'or de la science-fiction : Philip José Farmer, 1980 Presse Pocket coll. Le Livre d'or de la science-fiction, no 5066
- Le Livre d'or de la science-fiction : A. E. van Vogt, 1980 Presse Pocket coll. Le Livre d'or de la science-fiction, no 5071
- Le Livre d'or de la science-fiction : J. G. Ballard, 1980 Presse Pocket coll. Le Livre d'or de la science-fiction, no 5074
- Le Livre d'or de la science-fiction : Robert Sheckley, 1980 Presse Pocket coll. Le Livre d'or de la science-fiction, no 5075
- Le Livre d'or de la science-fiction : Christopher Priest, 1980 Presse Pocket coll. Le Livre d'or de la science-fiction, no 5078
- Le Livre d'or de la science-fiction : Philippe Curval, 1980 Presse Pocket coll. Le Livre d'or de la science-fiction, no 5079
- Le Livre d'or de la science-fiction : La 3e guerre mondiale n'aura pas lieu, 1980 Presse Pocket coll. Le Livre d'or de la science-fiction, no 5084
- Le Livre d'or de la science-fiction : Science-fiction allemande - Étrangers à Utopolis, 1980 Presse Pocket coll. Le Livre d'or de la science-fiction, no 5087
- Le Livre d'or de la science-fiction : Isaac Asimov, 1980 Presse Pocket coll. Le Livre d'or de la science-fiction, no 5092
- Le Livre d'or de la science-fiction : Alain Dorémieux, 1980 Presse Pocket coll. Le Livre d'or de la science-fiction, no 5094
- Le Livre d'or de la science-fiction : Jack Vance, 1980 Presse Pocket coll. Le Livre d'or de la science-fiction, no 5097
- L'Année 1980-1981 de la science-fiction et du fantastique, 1981, Julliard, coll. L'Année de la SF.
- Le Livre d'or de la science-fiction : Robert Heinlein, 1981 Presse Pocket coll. Le Livre d'or de la science-fiction, no 5102
- Le Livre d'or de la science-fiction : Thomas Disch, 1981 Presse Pocket coll. Le Livre d'or de la science-fiction, no 5103
- Le Livre d'or de la science-fiction : Michael Moorcock, 1981 Presse Pocket coll. Le Livre d'or de la science-fiction, no 5105
- Le Livre d'or de la science-fiction : Richard Matheson, 1981 Presse Pocket coll. Le Livre d'or de la science-fiction, no 5110
- Le Livre d'or de la science-fiction : Le Monde des chimères (L'Épopée fantastique - 3), 1981 Presse Pocket coll. Le Livre d'or de la science-fiction, no 5112
- Le Livre d'or de la science-fiction : Arthur C. Clarke, 1981 Presse Pocket coll. Le Livre d'or de la science-fiction, no 5118
- Le Livre d'or de la science-fiction : Science-fiction italienne, 1981 Presse Pocket coll. Le Livre d'or de la science-fiction, no 5119
- Le Livre d'or de la science-fiction : Michel Jeury, 1981 Presse Pocket coll. Le Livre d'or de la science-fiction, no 5133
- Le Livre d'or de la science-fiction : Fritz Leiber, 1981 Presse Pocket coll. Le Livre d'or de la science-fiction, no 5138
- Le Livre d'or de la science-fiction : La Cathédrale de sang (L'Épopée fantastique - 4), 1981 Presse Pocket coll. Le Livre d'or de la science-fiction, no 5143
- Le Livre d'or de la science-fiction : Brian Aldiss, 1981 Presse Pocket coll. Le Livre d'or de la science-fiction, no 5150
- Le Livre d'or de la science-fiction : Orbit, 1981 Presse Pocket coll. Le Livre d'or de la science-fiction, no 5163
- Histoires de délires, en collaboration avec Roland Stragliati, 1981, Pocket, coll. La grande anthologie du fantastique, no 2013.
- Histoires de maléfices, en collaboration avec Roland Stragliati, 1981, Pocket, coll. La grande anthologie du fantastique, no 2012.
- Le Livre d'or de la science-fiction : Science-fiction soviétique, 1982 Presse Pocket coll. Le Livre d'or de la science-fiction, no 5174
- Le Livre d'or de la science-fiction : Jean-Pierre Andrevon, 1982 Presse Pocket coll. Le Livre d'or de la science-fiction, no 5177
- Le Livre d'or de la science-fiction : Raphaël Lafferty, 1982 Presse Pocket coll. Le Livre d'or de la science-fiction, no 5187
- Le Livre d'or de la science-fiction : Clifford D. Simak, 1982 Presse Pocket coll. Le Livre d'or de la science-fiction, no 5199
- Le Livre d'or de la science-fiction : Harry Harrison, 1982 Presse Pocket coll. Le Livre d'or de la science-fiction, no 5205
- Le Livre d'or de la science-fiction : Roger Zelazny, 1982 Presse Pocket coll. Le Livre d'or de la science-fiction, no 5217
- Le Livre d'or de la science-fiction : Jules Verne, 1982 Presse Pocket coll. Le Livre d'or de la science-fiction, no 5233
- Le Livre d'or de la science-fiction : Alfred Bester, 1982 Presse Pocket coll. Le Livre d'or de la science-fiction, no 5234
- Le Livre d'or de la science-fiction : James Tiptree, 1982 Presse Pocket coll. Le Livre d'or de la science-fiction, no 5243
- Le Livre d'or de la science-fiction : John Wyndham, 1982 Presse Pocket coll. Le Livre d'or de la science-fiction, no 5249
- Le Livre d'or de la science-fiction : Damon Knight, 1982 Presse Pocket coll. Le Livre d'or de la science-fiction, no 5257
- L'Année 1981-1982 de la science-fiction et du fantastique, 1982, Julliard, coll. L'Année de la SF.
- Histoires d'immortels, 1983, Livre de Poche, coll. La grande anthologie de la SF, no 3784.
- Histoires de médecins, 1983, Livre de Poche, coll. La grande anthologie de la SF, no 3781.
- Histoires de rebelles, 1984, Livre de Poche, coll. La grande anthologie de la SF, no 3813.
- Histoires de sociétés futures, 1984, Livre de Poche, coll. La grande anthologie de la SF, no 3811.
- Histoires de catastrophes, 1985, Livre de Poche, coll. La grande anthologie de la SF, no 3818.
- Histoires de guerres futures, 1985, Livre de Poche, coll. La grande anthologie de la SF, no 3819.
- Histoires de sexe-fiction, 1985, Livre de Poche, coll. La grande anthologie de la SF, no 3821, 1985.
- Histoires mécaniques, 1985, Livre de Poche, coll. La grande anthologie de la SF, no 3820.
- Les Portes de l'éternité, 1990, Presses de la Cité
- La Grande Anthologie du fantastique (Tome 1), 1996, en collaboration avec Roland Stragliati, Presses de la Cité, coll. Omnibus.
- La Grande Anthologie du fantastique (Tome 2), 1996, en collaboration avec Roland Stragliati, Presses de la Cité, coll. Omnibus.
- La Grande Anthologie du fantastique (Tome 3), 1996, en collaboration avec Roland Stragliati, Presses de la Cité, coll. Omnibus.
- Histoires de choses, 1996, en collaboration avec Roland Stragliati, Presses de la Cité, coll. Omnibus.
- Histoires de présences, 1996, en collaboration avec Roland Stragliati, Presses de la Cité, coll. Omnibus.